# Wicca
Wicca é uma religião neopagã (ou pagã moderna) influenciada por crenças pagãs antigas (ou crenças pré-cristãs europeias), ou seja, crenças e práticas ritualísticas da Europa ocidental anteriores ao aparecimento do cristianismo, que afirmam a existência do sobrenatural (como a magia) e os princípios físicos e espirituais femininos e masculinos que interagem com a natureza, e que celebra os ciclos da vida e as festividades sazonais conhecidos como sabás (ou calendário Roda do Ano), os quais ocorrem, normalmente, oito vezes por ano. Esta prática quase desapareceu por completo durante o período da Idade Média.
Autoridades no tema como Alex Sanders referem-se a ela como a religião natural, "a mais antiga do mundo". É muitas vezes referida como Witchcraft ou the Craft por seus seguidores: os wiccanos e/ou bruxos. Suas origens contestadas residem na Inglaterra no início do século XX, mas foi popularizada na década de 1950 pelo escritor e antropólogo amador Gerald Gardner, que na época chamava a religião de "culto às bruxas" e "bruxaria" e seus seguidores "a Wicca", apesar de a palavra "bruxaria" abranger um círculo bem mais amplo e universal de práticas mágicas do que o englobado pela religião wiccana. A partir da década de 1960 o nome foi normalizado para "Wicca".
A Wicca é uma religião politeísta, de culto basicamente dualista, que crê tradicionalmente na Deusa Tríplice e no Deus cornífero, ou religião matriarcal de adoração à deusa mãe. Estas duas deidades são muitas vezes vistas como faces de uma divindade panteísta maior, ou que se manifestam como várias divindades politeístas. A Wicca também envolve a prática ritual da magia, em grande parte influenciada pela magia cerimonial do passado, muitas vezes em conjunto com um código de moralidade liberal conhecida como a Rede Wiccana, embora não seja uma regra. Embora algumas tradições adorem o celta Cernuno, símbolo da virilidade, e por vezes seja confundida com satanismo, os wiccanos não creem em Lúcifer, Jesus ou Satanás, pois as consideram entidades exclusivamente cristãs.
Existem diversas tradições wiccanas. Algumas, como a Wicca gardneriana e a alexandrina, seguem a linhagem iniciática de Gardner; ambas são frequentemente denominadas de Wicca Tradicional Britânica, e muitos dos seus praticantes consideram que o termo "Wicca" possa ser aplicado unicamente a elas. Outras, como o cochranianismo, a Tradição Feri e a Tradição diânica, tomam como principal influência outras figuras e não insistem em qualquer tipo de linhagem iniciática. Seax-Wica ou Wicca Saxônica é a tradição com base anglo-saxã da Wicca. Alguns destes não usam o termo "Wicca", preferindo "Bruxaria", enquanto outros creem que todas estas tradições podem ser consideradas wiccanas.

## História

### Origem e crescimento, 1921-1959

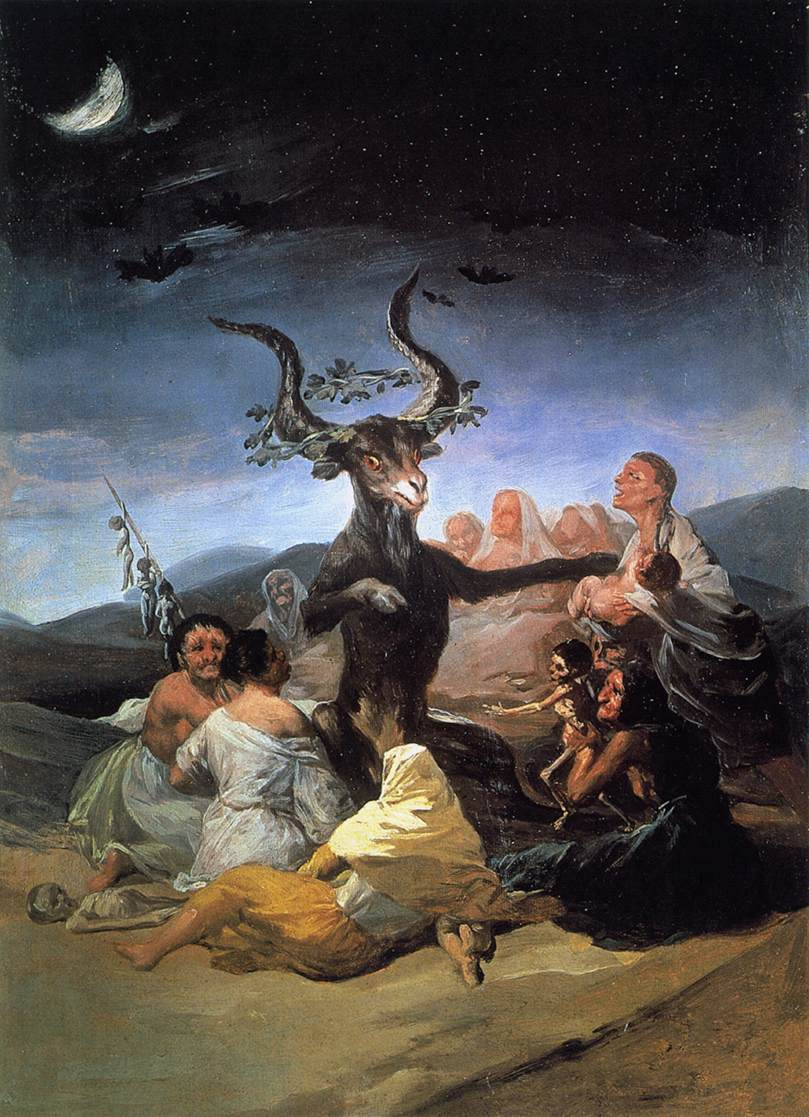
Bruxas Sabá de Francisco de Goya (1789). O Culto Bruxo afirma que essas histórias são baseadas em um antigo culto pagão que reverenciava um deus cornífero, mas não o Satã

Desde meados do século XX, a Bruxaria tornou-se a autodesignação de uma sucursal do neopaganismo, especialmente na tradição Wicca, cujo pioneiro foi Gerald Gardner, que alegava ter resgatado uma antiga tradição religiosa da bruxaria com raízes pré-cristãs (alguns wiccanos dizem que é a mais antiga religião do mundo). Na década de 1920 e na década de 1930, a egiptóloga Dr. Margaret Murray publicou diversos livros influentes detalhando suas teorias de que as bruxas e bruxos caçados durante a Idade Média não eram, como alegavam seus perseguidores cristãos, adeptas do Satanismo, mas simpatizantes de uma religião pagã pré-cristã que adorava um deus cornífero — o Culto Bruxo. Antes de Murray, nomes como Girolamo Tartarotti, Matilda Joslyn Gage, Jacob Grimm, Karl Pearson, Jules Michelet e Charles Leland já escreviam linhas ou livros inteiros sobre o contraste entre as duas religiões na Idade Média e Renascimento. Embora nos dias de hoje a pesquisa histórica aprofundada tenha desacreditado de Murray, suas teorias foram amplamente aceitas e apoiadas na época.
Nos anos 30, apareceu a primeira evidência de uma prática pagã de religião de bruxaria (o que hoje é reconhecida como Wicca) na Inglaterra. Diversos grupos em todo o país, em lugares como Norfolk, e Cheshire se autoproclamaram continuadores da tradição do Culto Bruxo de Murray, embora estivessem abertos a influências de diversas outras fontes, tais como a Magia Cerimonial, a Maçonaria, a Teosofia, o Romantismo, o Druidismo, a mitologia clássica e as religiões asiáticas.
A Bruxaria tornou-se mais proeminente, contudo, na década de 1950 com a revogação da Lei de Feitiçaria de 1735, da qual diversas figuras, como Charles Cardell, Cecil Williamson e notavelmente Gerald Gardner, começaram a propagar suas próprias versões do ofício. Gardner foi iniciado no New Forest coven em 1939, antes de formar sua própria tradição, mais tarde chamada Gardnerianismo. Sua tradição, auxiliada por sua Alta Sacerdotisa Doreen Valiente e com a publicação de seus livros A Bruxaria Hoje (1954) e O Sentido da Bruxaria (1959), logo se tornou a tradição dominante no país, e se espalhou para outras regiões das Ilhas Britânicas.
São comuns os boatos de que o verdadeiro autor por detrás dos escritos de Gerald Gardner, tenha sido o mago inglês Aleister Crowley. Contudo, não existem evidências que deem sustentação a esta teoria. Por outro lado, Gardner não apenas foi um membro iniciado de VIIº da Ordo Templi Orientis (ordem liderada e reformada por Crowley de uma academia maçônica para uma organização indepentende seguidora da filosofia conhecida como Thelema) como recebeu autorização para liderar os trabalhos da Ordem na Inglaterra. Com isto, é clara a herança thelemica dentro da Wicca. O postulado "faze o que tu queres desde que não faças mal a ninguém" é facilmente percebido como uma adaptação do primeiro postulado da Lei de Thelema: "Faze o que tu queres será o todo da Lei". Fora isso, trechos de rituais da Wicca Gardneriana. são cópias literais de trechos de ritos thelemicos.

### Adaptação e propagação (1960-atual)

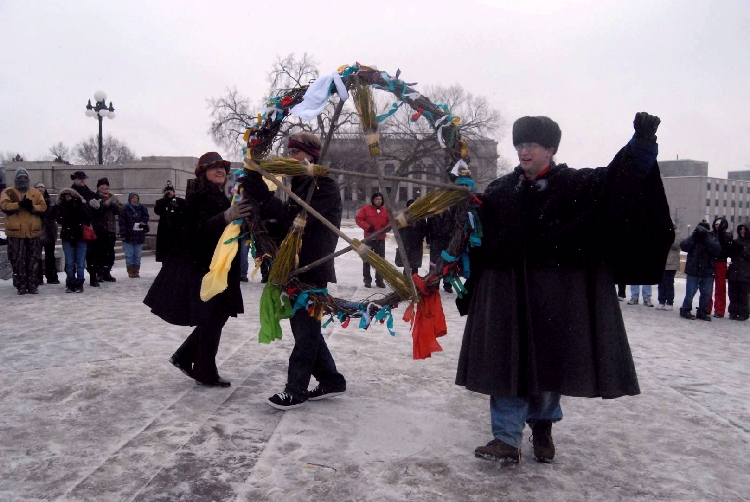
Adeptos seguram vassouras representando o pentagrama em evento wiccano nos Estados Unidos, 2009

Com a morte de Gardner em 1964, o Ofício continuou a crescer inabalável apesar do sensacionalismo e das opiniões negativas publicadas pelos tabloides britânicos, com novas tradições propagadas por figuras como Robert Cochrane, Sybil Leek e Alex Sanders, criador da Tradição Alexandrina, que, baseada no Garderianismo, embora com uma ênfase na magia cerimonial, espalhou-se rapidamente e ganhou muita atenção da mídia. Nesta época, o termo "Wicca" começou a ser adotado ao lado de "Bruxaria" e suas crenças e tradições exportadas para países como Austrália e os Estados Unidos.
Foi nos Estados Unidos e na Austrália que novas tradições da Wicca surgiram, muitas vezes baseada em folk regionais e às vezes misturadas com a estrutura básica da Wicca de Gardner, gerando diversas formas de Wicca como o Dianismo de Zsuzsanna Budapest, cada uma delas enfatizando diferentes aspectos do ofício.

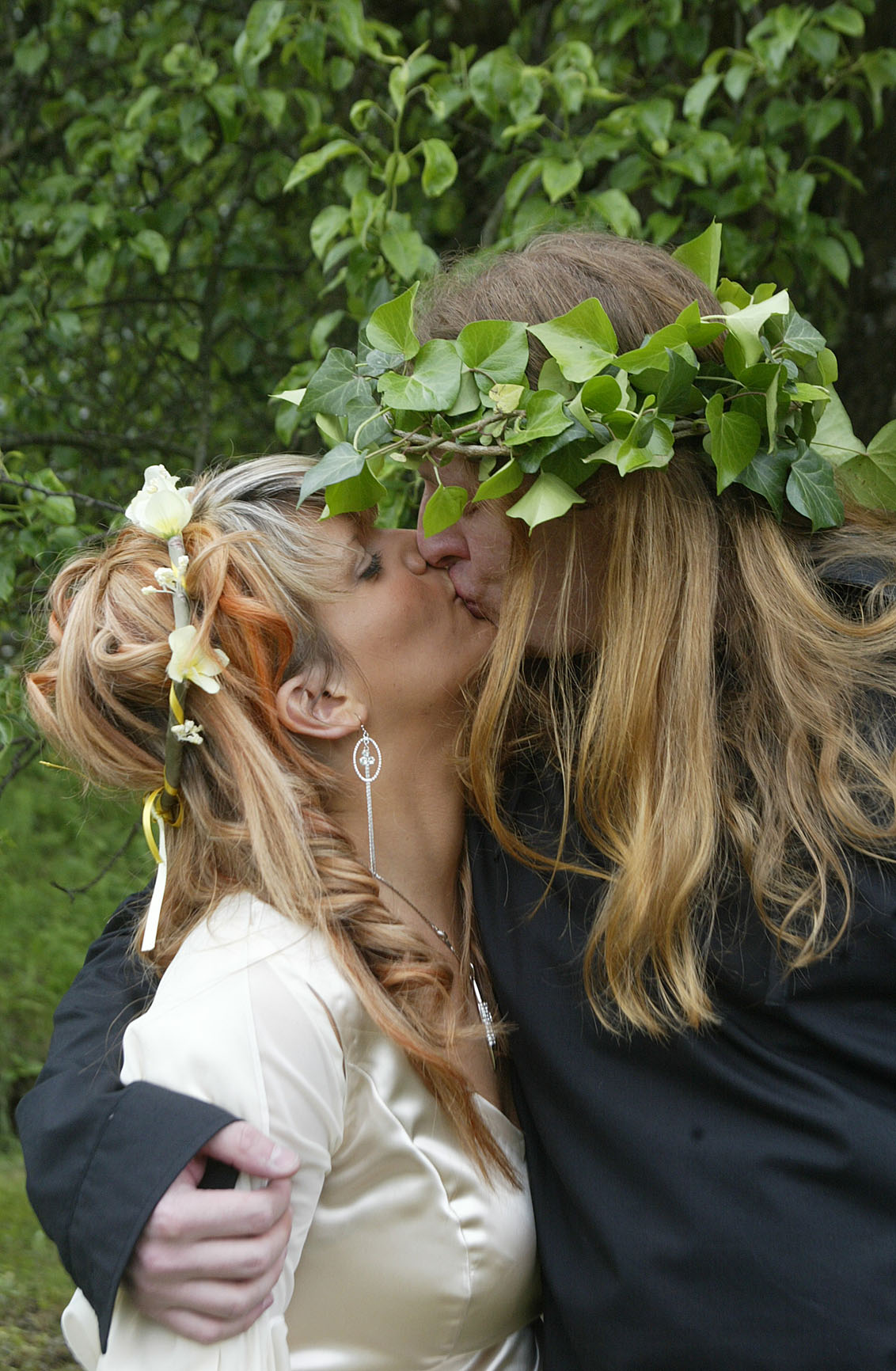
Marido e esposa se beijam em cerimônia de casamento Wicca

Na década de 1970, a literatura Wicca também cresceu, e muitos livros ensinando pessoas a se tornarem bruxos sem iniciações formais começaram a ser publicados em grandes quantidades pelo mundo, como o Mastering Witchcraft (1970) de Paul Huson, um manual "faça você mesmo" que se tornou muito famoso e influenciou novos bruxos. Livros da mesma ordem continuaram a serem publicados através dos anos 80 e anos 90, com a autoria de nomes como Doreen Valiente, Janet Farrar, Stewart Farrar e Scott Cunningham, que popularizou a ideia de auto-iniciação ao Ofício com seu Wicca: Um Guia Para o Praticante Solitário (1988).
Nos anos 90, as poucas, mas pioneiras comunidades wiccanas no Brasil procuravam se solidificar em grandes centros como São Paulo e Rio de Janeiro, e fazer conexões com associações europeias a fim de regulamentar a religião Wicca no país. A partir de então, a Wicca e a Bruxaria em geral têm crescido expressivamente no Brasil, especialmente em Brasília, São Paulo e Rio de Janeiro, nos dias de hoje.
O primeiro livro traduzido do inglês para o português trazendo o termo wiccaniano(a) foi Wicca: A Feitiçaria Moderna, de Gerina Dunwich. Posteriormente, outros livros traduzidos passaram a apresentar o termo "wiccano" como uma alternativa para a palavra inglesa "wiccan", termo usual para designar um adepto da religião em questão naquele idioma. Na década de 90, quando cada vez mais a Bruxaria ganhava novos adeptos, surgiram filmes como Jovens Bruxas (1996), dirigido por Andrew Fleming, e seriados como Charmed (1998-2006), introduzindo aos jovens uma ideia de religião bruxa. Mas, criticando a forma como a Wicca veio sendo encarada desde então, como moda, como ecletismo, e sendo engajada em movimentos como a Nova Era, muitos bruxos, notavelmente Andrew Chumbley, voltaram-se para a antiga tradição de Gardner, como uma forma de "levar a sério" o Ofício.

### Etimologia
O termo "Wicca" foi primeiramente aceito nas décadas de 1960 e 70 como parte da religião Wicca da época. Antes disso, o termo "Witchcraft" era utilizado de forma mais histórica e ampla. Apesar de baseada na palavra wiccian do inglês antigo, que se referia apenas e exclusivamente aos feiticeiros (sendo wicce utilizada para se referir às feiticeiras do sexo feminino), o indivíduo real que cunhou o termo "Wicca" é desconhecido, embora especula-se que tenha sido Charles Cardell, muito certamente na década de 1950. Gardner usava a palavra wiccian com o sentido de "jogar com a sorte". Nos dias de hoje, trata-se o praticante da religião através da sua linhagem tradicional. Assim, ao invés de dizer que alguém é Bruxo ou Wiccano ou Wiccaniano ou Wiccan, trata-se o praticante da religião como Gardneriano, Alexandrino, Georgino, etc. para que estas situações se resolvam por vez.

## Demografia
Não se sabe oficialmente o número de wiccanos no mundo inteiro e constatou-se que é mais difícil estabelecer o número de membros de religiões neo-pagãs do que de qualquer outra religião devido à sua estrutura familiar ou clãs. O site independente Adherents.com, no entanto, que se dedica a informar demografias religiosas pelo mundo, cita mais de trinta fontes com as estimativas do número de wiccanos (principalmente nos EUA e no Reino Unido). A partir daí, eles desenvolveram uma estimativa média de 800 mil adeptos. Comparando o número de adeptos estado-unidenses na década de 1990 até 2001, houve um aumento de cerca de 126.000 membros. Esse número cresceu nos anos subsequentes.

### Brasil
Não há ainda uma diversificação entre a Wicca e as outras tradições neopagãs, o que fez com que no grande Censo 2000 brasileiro os wiccanos fossem incluídos nos vastos grupos de "outras religiões" e "Religiosidade não Determinada". Porém, um levantamento da União Wicca do Brasil (UWB), organização não-oficial e sem fins lucrativos, identificou em 2018 que existem cerca de 300 mil "bruxas" e "bruxos" da Wicca no Brasil, sendo o Rio de Janeiro o estado campeão em número de praticantes, somando cerca de 40 mil adeptos de diferentes vertentes, enquanto o estado de São Paulo possui cerca de outros 20 mil wiccanos. Isso não significa que sejam todos sacerdotes ou sacerdotisas, mas também seguidores da Wicca. Contudo, cabe lembrar mais uma vez que estes números são baseados em estimativas independentes, que não são oficiais, uma vez que ainda não temos no Censo demográfico realizado pelo Instituto Brasileiro de Geografia e Estatística (IBGE) a opção Wicca, Paganismo ou Neo-paganismo.
Porém, embora existam vários segmentos diferentes dentro do paganismo e do neo-paganismo, a Wicca é a religião que certamente mais tem crescido no Brasil dentre as demais religiões pagãs e neo-pagãs, principalmente por conta de sua constante presença nos diálogos inter-religiosos de nosso país e por sua capacidade de organização, que a colocam também como a de maior expressão, conseguinte, a de maior número junto às demais, pegando uma fatia de pelo menos 2/5 de praticantes diretos e indiretos.
De qualquer forma, desde a década de 1990, a Wicca, ou a Bruxaria em geral, seja como interesse livre ou enquanto religião, tem crescido no Brasil, especialmente em Brasília, Rio de Janeiro, São Paulo e em algumas cidades do Nordeste do país. De 2000 a 2010, a religião Wicca teve um crescimento elevado e, por mais que no grande Censo 2010 realizado pelo IBGE, a religião Wicca, o Paganismo e o Neo-paganismo não tivessem sido incluídos na relação das religiões existentes no país, pode-se dizer que muitos dos seguidores das religiões pagãs e neo-pagãs, como é o caso da religião Wicca, foram distribuídos entre as categorias "esotéricas" (74.013 seguidores), outras religiões (11.306 seguidores) ou religiosidade não determinada/mal definida (628.219 seguidores).

### Reino Unido
"O wiccano é um homem de quarenta anos, ou uma mulher de trinta anos, caucasiano, razoavelmente bem educado, não ganha muito, mas provavelmente não é muito preocupado com coisas materiais, alguém que faz parte do que os demógrafos chamariam de classe média baixa."

Leo Ruickbie, 2004, sobre o perfil geral dos wiccanos, sobretudo no Reino Unido.
No Reino Unido, da mesma forma, os censos não permitem ainda uma separação dentro do contexto pagão, fazendo com que os wiccanos sejam marcados ao lado de outras tradições neo-pagãs como a dos druidas e dos heathens através de um acordo em comum realizado em 2001. No Censo de 2001, pela primeira vez os entrevistados foram capazes de se inscrever numa afiliação não abrangidos pela lista comum das religiões, e um total de 42.262 pessoas da Inglaterra, Escócia e País de Gales se declararam pagãos por este método (embora seja uma denominação geral, e não especificadamente "wiccana"). Estes dados não foram imediatamente analisados pelo Instituto Nacional de Estatística, mas foram liberados após um pedido da Federação Pagã da Escócia.
O Censo de 2011 do Reino Unido coletou maiores detalhes nas respostas da pesquisa; 56.620 pessoas identificaram-se como pagãs, 11.766 como wiccanos e mais 1.276 descreveram sua religião como "Feitiçaria" ou "Bruxaria" ("Witchcraft", em inglês).
Em pesquisa de 1996 com wiccanos britânicos, Joanne Pearson, estudiosa acadêmica da Wicca e sua história, mostrou que, ao menos naquela década, os wiccanos tinham entre 25 e 45 anos de idade, com uma média de idade em torno de 35 anos. Ela também observou que, à medida que a comunidade wiccana envelhecia, a proporção de praticantes mais velhos aumentava. Encontrou proporções aproximadamente iguais de homens e mulheres, e descobriu que 62% eram de origem protestante, o que era explicável por conta do domínio do protestantismo na Grã Bretanha em geral. A pesquisa de Pearson também mostrou que metade dos wiccanos do Reino Unido apresentados tinha educação universitária e tendiam a trabalhar em "profissões de cura", como a medicina ou o aconselhamento, também presentes nas áreas de educação, computação e administração. Portanto, sua pesquisa concluiu que havia "uma certa homogeneidade sobre a formação" dos wiccanos britânicos.

### Estados Unidos
Nos Estados Unidos, a Pesquisa de Identificação Religiosa Americana (American Religious Identification Survey - ARIS) mostrou aumentos significativos no número de wiccanos autoidentificados naquele país, de 8.000 em 1990 para 134.000 em 2001 e 342.000 em 2008.
Curiosamente, 1.434 pilotos da Força Aérea dos Estados Unidos se identificaram como wiccanos em 2010, tornando a Wicca a maior religião não-cristã dentro dessa comunidade.
Em 2014, o Pew Research Center estimou 0,3% da população dos EUA (cerca de 950.000 pessoas) identificada como "Wiccan" com base em uma amostra de 35.000.

## Crenças
As crenças Wicca variam muito entre as diferentes tradições. No entanto, existem vários pontos em comum entre esses diferentes grupos, que geralmente incluem pontos de vista sobre teologia, vida após a morte, magia e moralidade.

### Teologia
Embora as opiniões sobre a teologia da Wicca sejam variadas, a grande maioria dos Wiccanos veneram tanto um Deus quanto uma Deusa. Essas duas divindades são entendidas de várias formas através de perspectivas do panteísmo (como os aspectos duais de uma única divindade), duoteísmo (como dois pólos opostos) ou o politeísmo (sendo composta por muitas divindades menores). Em algumas concepções panteístas e duoteísticas, divindades de diferentes culturas podem ser vistas como aspectos da Deusa ou do Deus.

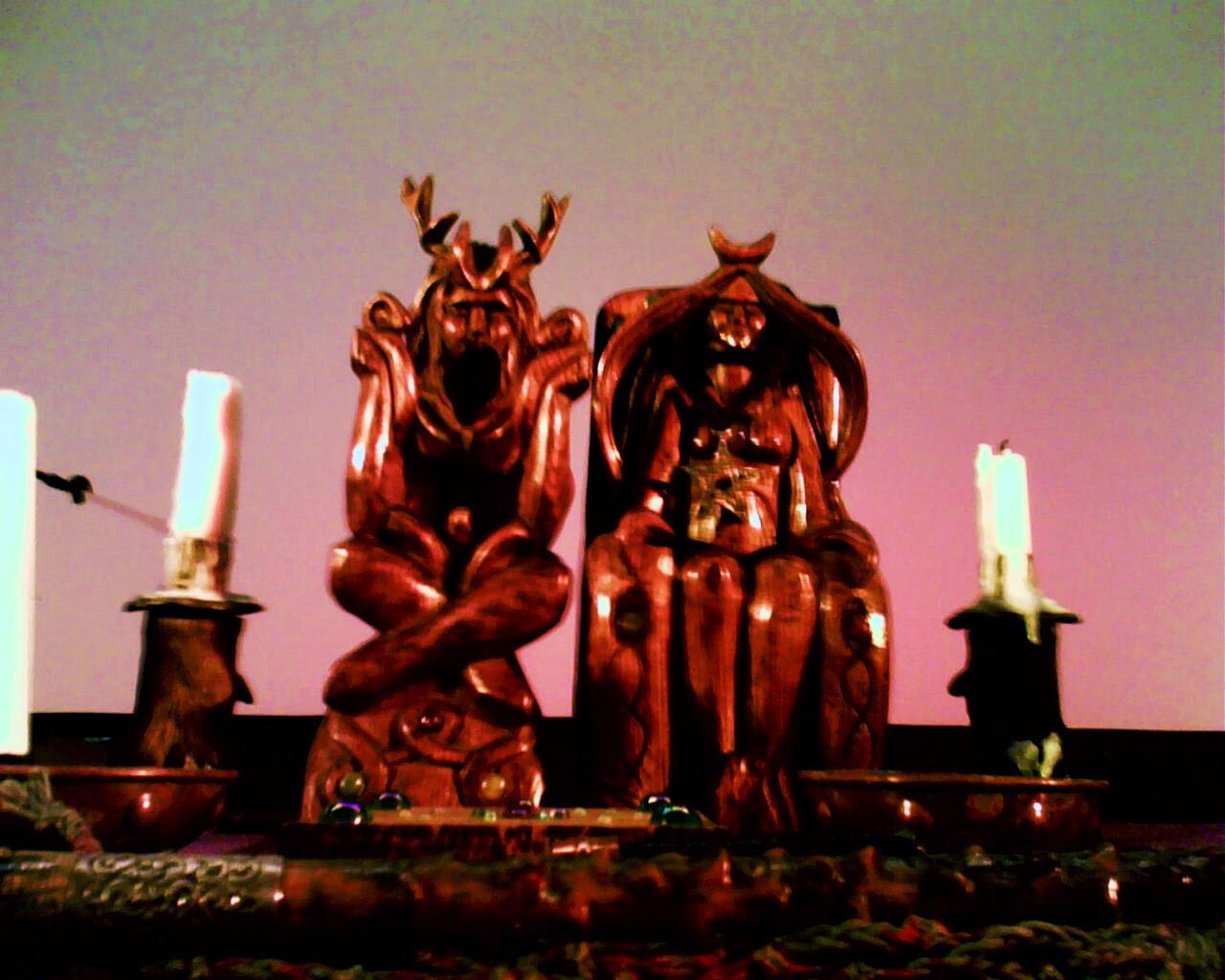
O altar de Doreen Valiente mostra estátuas do Deus Cornífero (esquerda) e da Deusa Mãe, representando a dualidade sexual na divindade da Wicca

A tradição de Gardner prega que o Deus Cornífero é associado à morte, caça e magia, um deus que reina sobre um paraíso pós-mundo (às vezes referido como Summerland), enquanto que a Deusa Mãe (simultaneamente a Virgem Eterna e a Feiticeira Primordial) é associada ao amor pela vida e à regeneração e ao renascimento das almas dos mortos. No entanto, existem também outros pontos de vista teológicos a serem encontrados dentro da Bruxaria, incluindo o monoteísmo, o conceito de que há apenas um divindade, que é visto por alguns, como no Dianismo, como a Deusa, enquanto que para outros é um ser sem gênero, como na Church and School of Wicca. Existem outros que são ateus ou agnósticos, que não acreditam em qualquer divindade real, mas veem os deuses como arquétipos psicológicos da mente humana que podem ser evocados.
De acordo com a bruxa Janet Farrar e com Gavin Bone, a Wicca está se tornando cada vez mais politeísta à medida que amadurece, ao mesmo tempo que também abraça uma cosmovisão pagã mais tradicional. Para Janet e Stewart Farrar, que apoiam uma visão panteística, duoteística e animista da teologia, Wiccanos "veem todo o cosmos como vivo, como um todo e em todas as suas partes", mas que "tal visão orgânica do cosmos não pode ser totalmente expressa e vivida, sem o conceito de Deus e Deusa. Não há manifestação sem polarização, assim, ao mais alto nível criativo, que da Divindade, a polarização deve ser o mais claro e poderoso de todos, refletindo e espalhando-se por todos os níveis microcósmicos".

#### O Deus e a Deusa
Para a maioria dos Wiccanos, o Deus e Deusa são vistos como polaridades complementares no universo, existindo um equilíbrio entre um e outro, e desta forma têm sido comparados com o conceito de yin e yang, encontrado no Taoísmo. Como tal, são muitas vezes interpretados como sendo "encarnações de uma força de vida manifesta na natureza", com alguns Wiccanos acreditando que eles são simplesmente simbólos dessas polaridades, enquanto outros acreditam que o Deus e a Deusa são seres verdadeiros que existem de forma independente. Às duas divindades são dadas frequentemente associações simbólicas, com a Deusa comumente sendo simbolizado como a Terra (ou seja, a Mãe Terra), mas também às vezes como a Lua, a qual complementa o Deus, visto como o Sol.

"Os deuses são reais, e não como pessoas, mas como veículos do poder. Resumidamente, pode-se dizer que a personificação de um tipo particular de energia cósmica, sob a forma de um deus ou deusa, realizado por fiéis e devotos ao longo dos séculos, cria uma forma de Deus ou imagem mágica em uma potente realidade nos Planos Internos, e torna-o um meio pelo qual esse tipo de poder cósmico pode ser contatado."

Gerald Gardner
Tradicionalmente, o Deus é visto como um Deus Cornífero, associado com a natureza selvagem, a sexualidade, a caça e o ciclo de vida. Ao Deus Cornífero é dado vários nomes de acordo com a tradição, e estas incluem Cernuno, Pã, Atho e Karnayna. Embora este valor não seja igualado com a figura tradicional de Satã, que é visto como sendo uma entidade dedicada ao mal no cristianismo, uma pequena minoria de Wiccanos, de acordo com as acusações dos julgamentos históricos de bruxas, referem-se a seu Deus Cornífero com alguns dos nomes de Satanás, como "Diabo" ou como "Lúcifer", um termo latino que significa "portador da luz". Em outras ocasiões, o Deus é visto como o Homem verde, uma figura tradicional na arte e da arquitetura europeia, e muitas vezes interpretado como sendo associado com o mundo natural. O Deus é frequentemente descrito como um Deus Sol, em especial no festival de Litha, ou o solstício de verão. Outra representação de Deus é a do Rei Carvalho e o Rei Azevinho, aquele que governa a primavera e o verão, esse que governa o outono e o inverno.
A Deusa é geralmente retratada como uma deusa tríplice, sendo assim uma divindade triádica composta de uma deusa virgem, uma deusa-mãe e uma deusa anciã, cada um dos quais tem associações diferentes, ou seja, a virgindade, a fertilidade e a sabedoria. Ela também é comumente descrita como uma Deusa Lua, e muitas vezes é dado o nome de Diana após a divindade romana. Alguns wiccanos, especialmente a partir da década de 1970, têm visto a Deusa como a mais importante das duas divindades, que é pré-eminente de que ela contém e concebe tudo. A este respeito, o Deus é visto como a centelha de vida e inspiração dentro dela, ao mesmo tempo seu amante e seu filho. Isto se reflete na estrutura tradicional do coven. Para uma forma monoteísta da Wicca, o Dianismo, a Deusa é a divindade única, um conceito que tem sido criticado por membros de outras tradições mais igualitárias.
O conceito de ter uma religião e venerar um Deus Cornífero acompanhado de uma Deusa tinha sido elaborado pela egiptóloga Margaret Murray durante a década de 1920. Ela acreditava que, com base em suas próprias teorias sobre os primeiros ensaios da bruxaria moderna na Europa, que essas duas divindades, mas principalmente o Deus Cornífero, tinha sido adorado por um culto bruxo, desde que a Europa Ocidental sucumbiu ao cristianismo. Embora amplamente desacreditada, Gerald Gardner foi um defensor de sua teoria, e acreditava que a Wicca foi uma continuação do histórico culto bruxo, e do Deus Cornífero e da Deusa, eram, portanto, antigas divindades das ilhas britânicas. A sabedoria moderna refutada as suas pretensões, porém vários diferentes deuses corníferos e deusas mãe eram de fato adorados nas ilhas britânicas durante os períodos antigo e medieval.

#### Panteísmo, Politeísmo, Animismo

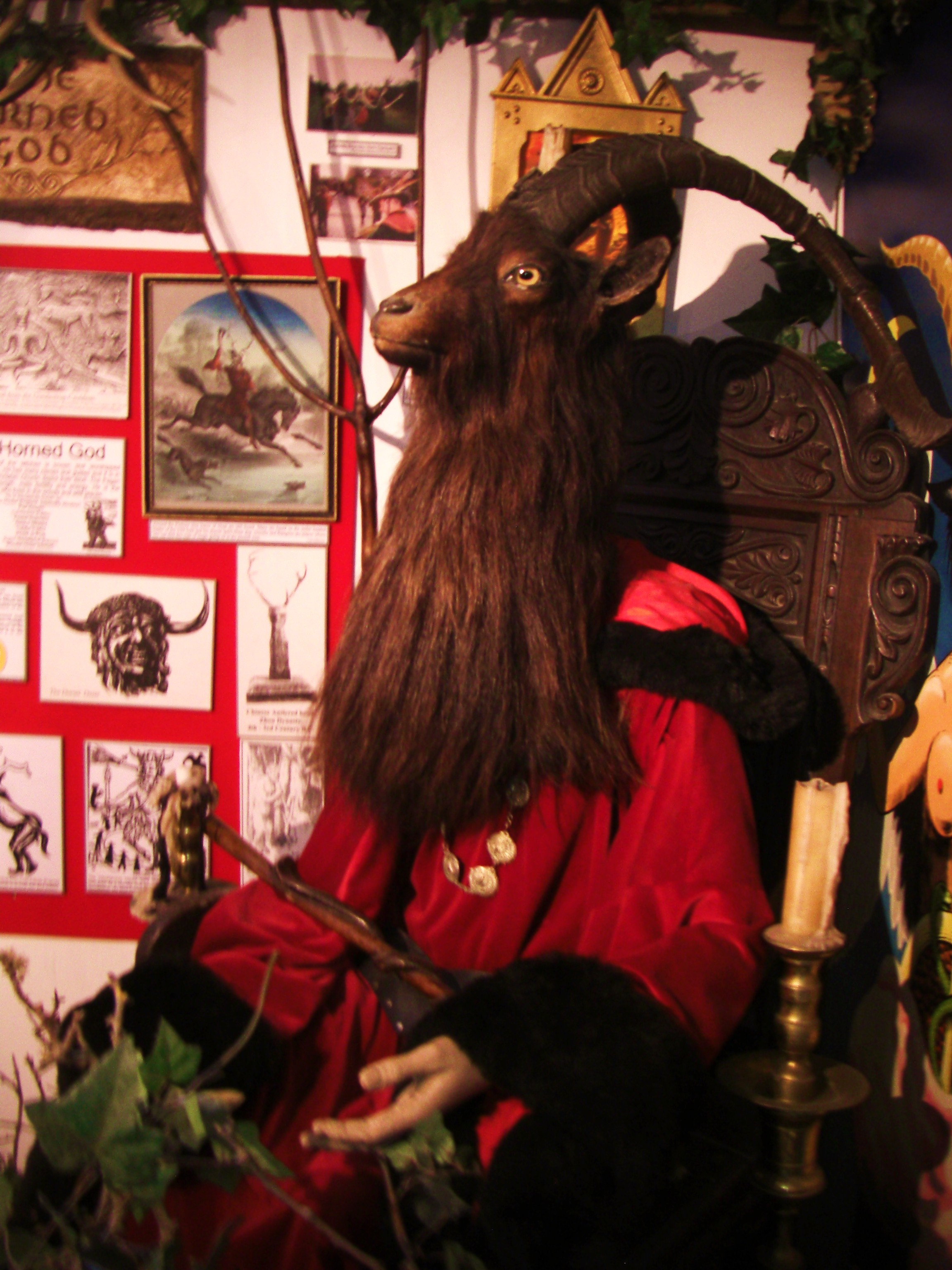
Escultura do Deus Cornífero no Museu de Bruxaria em Boscastle, Cornwall

Existem muitos adeptos da Wicca que acreditam que a Deusa e o Deus são meramente dois aspectos de uma mesma Deidade, às vezes vista como uma deidade panteística, abrangendo, assim, tudo o que existe no Universo. Em seus escritos, Gardner se refere a este ser como o Motor Primordial que permaneceu desconhecido durante os séculos, embora nos rituais da sua tradição chamada Gardnerianismo ele seja referido como Dryghten, originalmente uma palavra que significa "Lord" ("Senhor") na Língua inglesa antiga. A partir disso, diversos outros nomes foram dados a este "Motor Primordial"; Scott Cunningham, por exemplo, chamava-no de "O Uno".
Assim como o panteísmo e o duoteísmo, muitos adeptos da Wicca são politeístas, acreditando, assim, que existem diversos deuses existentes. Alguns aceitam a ideia expressa pelo ocultista Dion Fortune de que "todos os deuses são um deus, e todas as deusas são uma deusa". Com tal mentalidade, um wiccano pode crer que a germânica Eostre, a hindu Kali, e a cristã Virgem Maria são manifestações de uma Deusa Suprema e, da mesma forma, que o celta Cernuno, o grego Dionísio e o judaico-cristão Yahweh são aspectos de um mesmo Deus Supremo. Numa abordagem estritamente mais antiga da crença politeísta, os deuses e deusas são em seu próprio direito criaturas distintas uma das outras, não sendo, assim, aspectos nem elementos de uma outra "entidade maior". Os escritores wiccanos Janet Farrar e Gavin Bone postularam que a Wicca é cada vez mais politeísta à medida que amadurece, tendendo a adotar uma visão pagã cada vez mais tradicional. Outros wiccanos concebem as deidades não como personalidades literais mas como arquétipos metafóricos ou uma tulpa, fazendo com que estes sejam decidamente adeptos do ateísmo. Essa visão foi adotada pela Alta Sacerdotisa Vivianne Crowley, que também era psicóloga, e que considerava as divindades da Wicca como arquétipos Junguianos que existem no subconsciente e que poderiam ser evocados através dos rituais. Por esta razão, Crowley dizia que "A Deusa e o Deus se manifestam para nós em sonho e em visão."
A Wicca é, essencialmente, uma religião imanente, e para grande parte dos wiccanos esta ideia também envolve elementos do animismo. Esta crença diz que a Deusa e o Deus (ou os deuses e as deusas) são capazes de se manifestarem fisicamente, na forma de uma pessoa, ao vivo, sobretudo nos corpos do Sacerdote e da Sacerdotisa, para fornecerem uma mensagem espiritual direta aos integrantes do ritual.

### Vida após a morte
Os rituais wiccanos contêm elementos das lendas de Istar (a virgem-mãe da Babilônia, conhecida, também, por Astarte e Cibele) e de Deméter (a Ceres romana); tais lendas são interpretadas como um símbolo contínuo de morte e ressurreição.
Porém, a crença na reencarnação varia entre os wiccanos, embora ela tivesse sido tradicionalmente ensinada na década de 1930 nos New Forest coven. O influente Alto Sacerdote Raymond Buckland escreveu que uma alma humana reencarna nas mesmas espécies durante muitas vidas para aprender lições e progredir espiritualmente, mas essa crença não é universal no mundo da Wicca, uma vez que outros acreditam que a reencarnação da alma acontece em espécies distintas. Contudo, um ditado popular entre os wiccanos é que "uma vez bruxo, sempre bruxo", indicando que os wiccanos são reencarnações de bruxas do passado.
Os wiccanos que creem em reencarnação acreditam que as almas vivem entre o Outro Mundo e a Terra de Verão, conhecida nas escritas de Gardner como o "êxtase da Deusa". Da mesma forma, estes wiccanos acham ser possível se comunicar com espíritos que residem no Outro Mundo através da mediunidade ou do tabuleiro ouija, principalmente durante o Sabbat de Samhain, embora alguns discordem com esta prática, como o Alto Sacerdote Alex Sanders, que dizia "estão mortos; deixem-os em paz." No entanto, a crença do contato foi muito influenciada pelo Espiritualismo, que estava popular na época do surgimento da Wicca, e na qual Gardner e outros wiccanos como Buckland e Sanders tiveram experiências diretas.
Apesar de alguns wiccanos acreditarem na vida após a morte, este não é o principal foco da Wicca, nem mesmo para estes grupos. A Wicca tende a se concentrar na vida atual porque, como observou Ronald Hutton, "se alguém faz seu melhor na vida presente, em todos os aspectos, a vida seguinte vai ser mais ou menos benéfica dentro do processo, então pode-se assim concentrar-se no presente."

### Magia

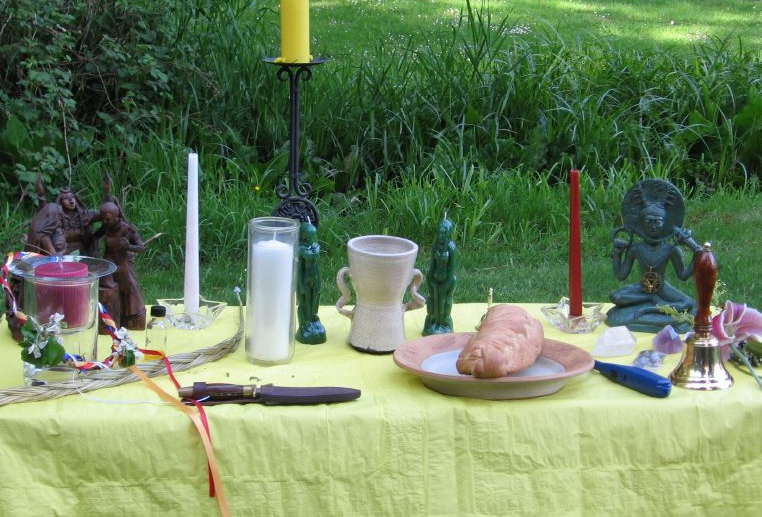
Altar wicca usado em ritual a céu aberto

Boa parte dos wiccanos creem na magia — uma força que eles veem como sendo capazes de manipulação através da prática de bruxaria ou feitiçaria. Alguns a denonimam "magick", variação cunhada pelo influente ocultista Aleister Crowley, embora esta grafia é mais comumente associada com a religião da Thelema de Crowley do que com a Wicca. De fato, muitos wiccanos concordam com a definição de magia oferecida pelos mágicos cerimoniais, como Aleister Crowley, que declarava que a magia é "a ciência e a arte de provocar mudança de ocorrência em conformidade com a vontade", enquanto que outro mágico cerimonial proeminente, MacGregor Mathers, afirmou que era "a ciência do controle das forças secretas da natureza." Os wiccanos também acreditam que a magia é a lei da natureza ainda incompreendida ou ignorada pela ciência contemporânea, e, como tal, não a veem como sendo sobrenatural, mas sendo uma parte dos "super poderes que residem no natural", como escrevia Leo Martello. Alguns adeptos da Wicca preferem acreditar que a magia é fazer pleno uso dos cinco sentidos a fim de se obter resultados surpreendentes, ao passo que outros wiccanos não pretendem saber como ela funciona, apenas acreditando que ela funciona.

"A vontade, o amor e a imaginação são poderes mágicos que todos possuem, mas só aquele que sabe a maneira de desenvolvê-los e servir-se deles de um modo consciente e eficaz é um verdadeiro Mago."

João Ribeiro Júnior
Os feitiços da Wicca são realizados durante as práticas rituais (estes rituais são explicados de forma melhor na seção "Ritual" abaixo), na tentativa de provocar mudanças reais no mundo físico. Assim, os feitiços da Wicca geralmente são usados para a cura, a proteção, o banimento de influências negativas e, principalmente, a fertilidade. Os pioneiros da Wicca, Alex Sanders, Sybil Leek e Doreen Valiente, chamavam suas práticas de "magia branca", para separá-la da "magia negra", que é associada ao mal e ao Satanismo e é usada contra um objeto, uma pessoa, um lugar. Sanders também utilizava a terminologia "Caminho da Mão Esquerda" para descrever a magia maléfica e "Caminho da Mão Direita" para descrever a magia realizada com boas intenções; terminologia esta que teve sua origem com a ocultista Madame Blavatsky no século XIX. Alguns wiccanos, contudo, alegam que a cor preta não é necessariamente uma associação ao Mal.
A magia na Wicca define-se como a arte de enviar consciência a vontade, em ocasiões respaldando estes pensamentos ou está fé com objectos como velas, talismãs, ou ervas que representem a intenção do Mago Wicca. Símbolos, cores, artefatos, o círculo, movimentos, música e mantras fazem parte do conjunto fundamental de elementos na magia wicca a fim de se obter o efeito buscado, que varia de grupo a grupo. Scott Cunningham escreveu: "O poder pessoal é a força vital que sustenta nossas existências terrenas. Ela move nossos corpos. [...] Na magia, o poder pessoal é gerado, imbuído de um propósito específico, liberado e direccionado ao seu objectivo."

### Moralidade
"Oito palavras a Rede Wiccaniana respeita: se nenhum mal causar, faz o que desejar."

Lady Gwen Thompson
Não existe nenhum dogma moral ou código ético universalmente seguido pelos wiccanos de todas as tradições, no entanto a maioria segue um código conhecido como a Wiccan Rede que afirma "sem ninguém prejudicar faz o que tu quiseres". Geralmente, essa frase é interpretada como uma declaração de liberdade para atuar na vida, juntamente com a necessidade de assumir a responsabilidade por aquilo que resulta de nossas ações e minimiza danos a si mesmo e aos outros. Outro elemento típico da moralidade wiccana é a Lei Tríplice que diz que qualquer ação malévola ou benéfica retornará ao autor três vezes mais forte, ou com igual força a nível do corpo, da mente e do espírito. Tanto a Rede como a Lei Tríplice foram introduzidas no Ofício por Gerald Gardner e posteriormente adotadas pelas outras tradições.
Muitos wiccanos também procuram cultivar um conjunto de oito virtudes mencionadas na Carga da Deusa de Doreen Valiente, que são: alegria, reverência, honra, humildade, força, beleza, poder e compaixão. No poema de Valiente, eles são ordenados em pares de opostos complementares, reflectindo um dualismo que é comum em toda a filosofia da Wicca. Quanto à sexualidade, embora Gerald Gardner tivesse demonstrado uma aversão à homossexualidade, alegando que ela derrubasse a "maldição da deusa", agora ela é geralmente aceita em todas as tradições da Wicca, e até mesmo alguns grupos como a Irmandade Minoan elaboram sua filosofia em torno dela, e certas figuras primordiais da Wicca, como Alex Sanders e Eddie Buczynski, sendo declaradamente homossexuais ou bissexuais.

### Os Cinco Elementos

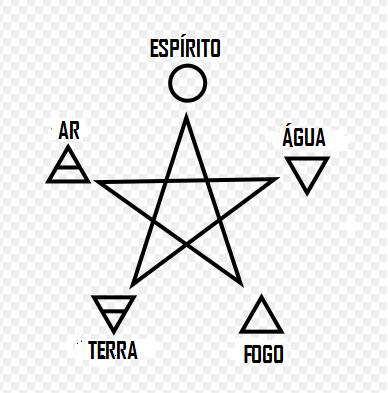
Pentagrama com os Quatro Elementos acrescidos do Éter, ou Espírito

Em grande parte das tradições da Wicca, há a crença nos Quatro Elementos, mas ao contrário da filosofia na Grécia Antiga, elas são vistas como simbólicas em vez de literal, ou seja, são representações das fases da matéria. Esses elementos são geralmente evocados durante os rituais mágicos da Wicca e nomeados ao se consagrar um círculo mágico. Os quatro elementos são: Ar, Fogo, Água e Terra, acrescido de um quinto, o Éter (ou Espírito), que une todos os outro quatro elementos. Para se explicar o conceito dos Cinco Elementos, foram criadas diversas analogias, como a da wiccana Ann-Marie Gallagher, que usava o exemplo de uma árvore, que é composta de terra (com o solo e matéria vegetal), água (seiva e umidade), fogo (através da fotossíntese) e ar (a criação de oxigênio e de dióxido de carbono), que se acredita serem unidos pelo Espírito.
Tradicionalmente, no Gardnerianismo, cada elemento é associado a um ponto cardeal da bússola, sendo o ar oriental, o fogo sul, a água oeste, a terra o norte e o Espírito o centro. No entanto, alguns wiccanos, como Frederic Lamond, alegaram que os pontos cardeais foram definidos apenas visando a geografia do sul da Inglaterra, onde a Wicca emergiu, e que os wiccanos devem determinar os pontos de acordo com sua região; por exemplo, aqueles que vivirem na costa leste da América do Norte deve chamar água o leste e não o ocidente, porque o corpo colossal de água, no Oceano Atlântico, é a seu leste. Outros grupos da Craft têm associado os elementos com diferentes pontos cardeais; Robert Cochrane da Clan of Tubal Cain, por exemplo, associava o sul à terra, o fogo ao leste, o oeste com a água e o ar com o norte onde cada um dos quais eram controlados por um deus diferente, que eram vistos como filhos do Deus Cornífero e da Deusa. Cada elemento também possui uma ferramenta exclusiva nos rituais, sendo a varinha para o ar, o athame para o fogo, o cálice para a água, o pentáculo para a terra e o próprio círculo mágico (ou o caldeirão mágico) para o espírito. Cada um dos Cinco Elementos são representados por cada ponta do pentagrama, o símbolo mais utilizado da Wicca, com o Éter (ou o Espírito) no ponto mais alto.

## Práticas
Ao que concerne todas as tradições wiccanas, pode-se dizer que as práticas e os rituais são o foco principal da Wicca. A pesquisadora de neopaganismo e Alta Sacerdotisa Margot Adler, que definiu o ritual como "um método de reintegração de indivíduos e grupos para o cosmos, e um vínculo com as actividades da vida quotidiana com o significado, muitas vezes esquecido, do presente", escreveu que os rituais, celebrações e ritos de passagem da Wicca não são "experiências secas, formais, repetitivas", e sim realizadas com o objetivo de induzir uma experiência religiosa nos participantes, alterando assim sua consciência. Adler também notou que, embora existam muitos wiccanos céticos quanto a existência dos deuses, vida após a morte, etc., eles continuam envolvidos com bruxaria sobretudo por conta da experiência de seus rituais, alegando que "Eu amo mitos, sonhos, a arte visionária. O Ofício é um lugar onde todas essas coisas se encaixam: beleza, pompa, música, dança, sonhos."
Até mesmo o Alto Sacerdote e historiador Aidan Kelly clamou que as práticas e experiências da Wicca são atualmente mais importantes que suas crenças, dizendo que a Wicca é "uma religião ritualista, e não teológica. O ritual vem primeiro, o mito vem em segundo. E acreditar que os mitos do Ofício são 'histórias reais' tal qual o sentido fundamentalista das lendas do Gênesis realmente parece maluquice." Por essa razão Adler afirmou que "ironicamente, considerando os muitos pronunciamentos contra a bruxaria como uma ameaça para a razão, a Craft é um dos poucos pontos de vista religiosos totalmente compatível com a ciência moderna, permitindo total ceticismo sobre até mesmo seus próprios métodos, mitos e rituais."

### Ritual

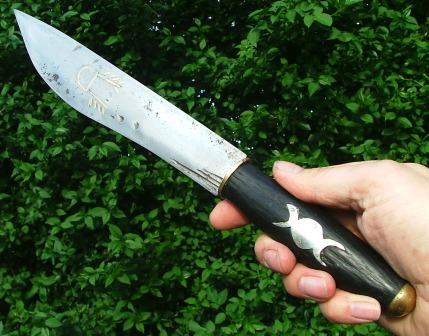
O athame, muito utilizado nas tradições wiccanas e que é um símbolo do falo do Deus

Existem muitos rituais na Wicca que são usados para celebrar os Sabás, adorar as divindades ou fazer feitiçaria. Geralmente são realizados em lua cheia, ou durante a lua nova, que é conhecida como Esbat. Nos ritos típicos, o coven ou os bruxos solitários reúnem-se dentro de um círculo mágico. Pode ocorrer a evocação dos "Guardiões" dos pontos cardeais, ao lado de seus respectivos elementos clássicos: Ar, Fogo, Água, Terra. Uma vez com o círculo traçado, podem ocorrer um ritual sazonal, orações ao Deus e a Deusa, e/ou feitiços a algum tema em especial.
Estes ritos incluem ferramentas mágicas: como uma faca chamada athame, uma varinha, um pentagrama, um cálice, às vezes um cabo de vassoura, um caldeirão mágico, velas, incensos e uma lâmina curva conhecida como bolline. Na maioria das vezes, o altar é obrigatório dentro do círculo, onde todas ou parte das ferramentas citadas são colocadas e, às vezes, junto a representações do Deus e da Deusa. Antes de entrar no círculo, algumas tradições se banham. Depois de um ritual terminado, os adeptos agradecem os deuses e o círculo é fechado.

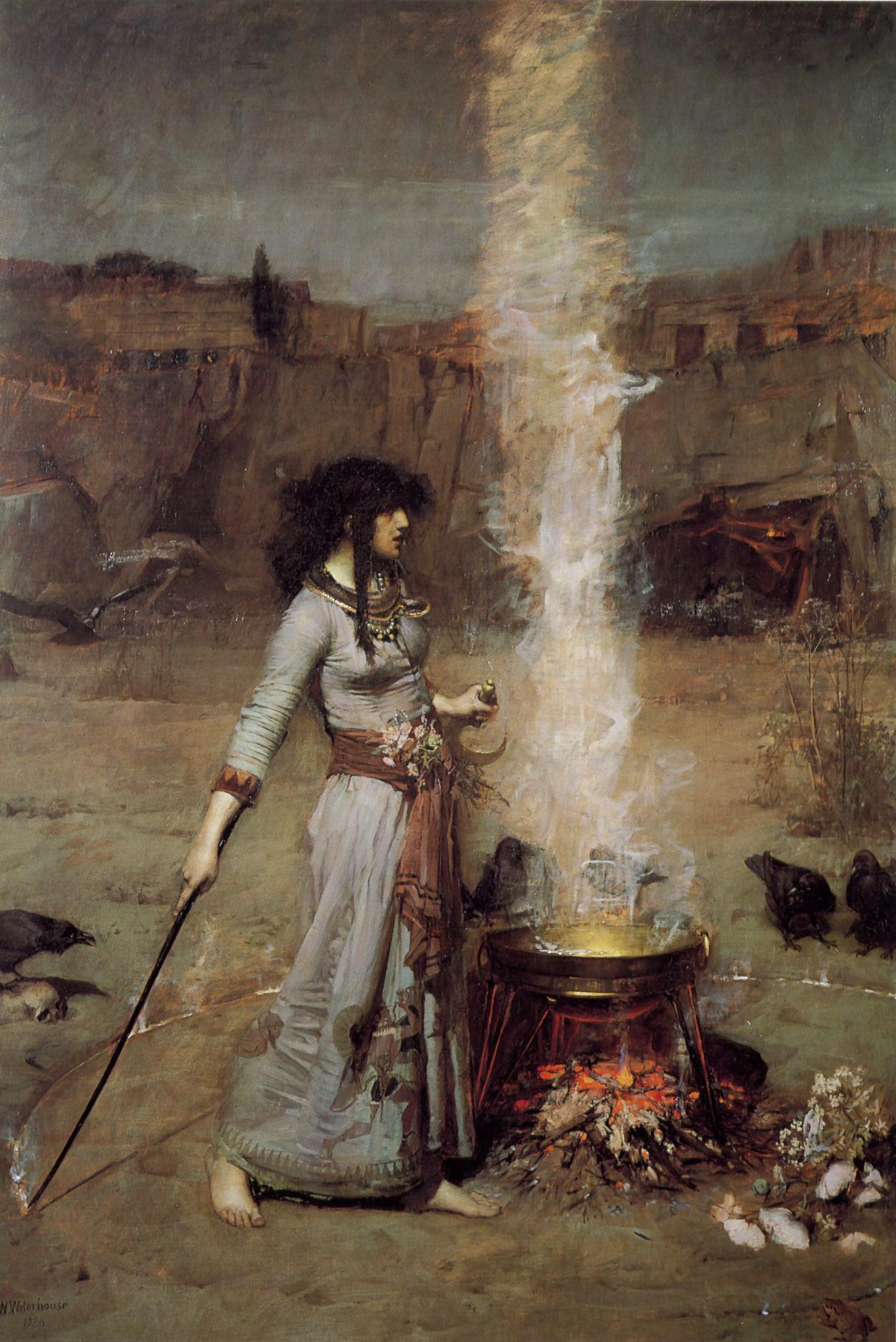
Círculo Mágico, de John William Waterhouse (1886)

O círculo mágico é de suma importância para a magia e é considerado um lugar de reunião, de amor, de alegria, de verdade; na Wicca, é um escudo contra o mal e serve também para preservar e conter o poder mágico. Síntese ideológica da coincidência dos opostos e o equilíbrio dos contrários, o Círculo Mágico é traçado às vezes com giz, carvão ou mesmo simbolicamente com a vareta, no chão, e pode ser considerado um baluarte que inclui figuras que correspondem ao triângulo, ao quadrado, ao pentágono, ao hexágono. Em grandes círculos, o Mago pode incluir os nomes das entidades a serem evocadas, ao passo que nos círculos menores, que correspondem aos quatro pontos cardeais, muitas vezes são postas figuras da Cabala e, no centro, mantras ou signos, cujo valor símbolo devem estar de acordo com a potência evocada. O Mago nunca deve sair do Círculo Mágico antes do término da operação e geralmente atua com as costas voltadas para o Oriente.
Um aspecto sensacional da Wicca, especialmente no Gardnerianismo e na Tradição Alexandrina, e que faz parte dos elementos sexuais que são fundamentais na religião, é despir-se e fazer o ritual com todos os membros nus, prática conhecida como skyclad. A nudez indica o abandono da persona social "em face de um mistério". Outras tradições usam roupas com cordões amarrados na cintura ou até mesmo vestimenta normal. Em certas tradições, a magia sexual é realizada sob a forma do Grande Rito, onde o Alto Sacerdote e a Alta Sacerdotisa invocam o Deus e a Deusa, que se apossam deles, antes de realizarem uma real relação sexual a fim de aumentar a energia mágica da feitiçaria. Em casos mais comuns, no entanto, essa relação sexual é feita simbolicamente, usando o athame como o falo do Deus e o cálice como a vulva da Deusa.

### A Roda do Ano

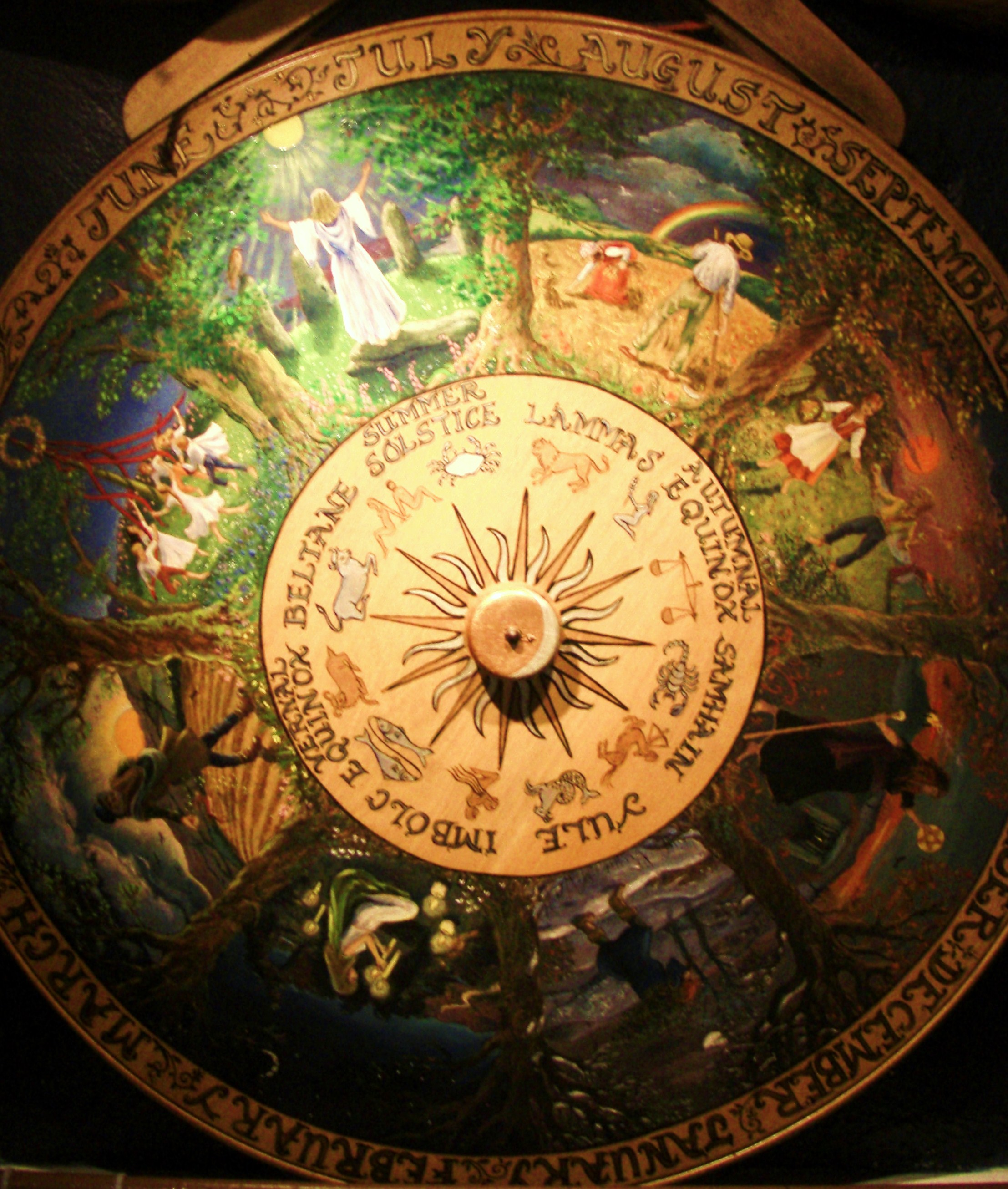
Pintura da Roda do Ano no Museu de Bruxaria, Cornualha, Inglaterra, Reino Unido, exibindo todos os oito Sabás

Os Wiccanos celebram diversos festivais sazonais do ano, que são conhecidos como Sabás; estas reuniões são geralmente conhecidas como Roda do Ano e festejam as estações anuais e suas colheitas. Wiccanos mais ecléticos, ou até mesmo os adeptos do Gardnerianismo, celebram um conjunto de oito Sabás, enquanto em outros grupos, como o Clan of Tubal Cain, eles celebram somente quatro. Os quatro Sabás que são comuns a todos esses grupos são conhecidos como cross-quarter day, e geralmente são referidos como Grandes Sabás. Sua origem provém dos antigos celtas da Irlanda, e possivelmente de outras regiões da Europa ocidental. Nos livros The Witch-Cult in Western Europe (1921) e The God of the Witches (1933) da egiptóloga Margaret Murray, interessada no histórico Culto Bruxo, ela afirma que estes quatro festivais de cristianização tinham sobrevivido e haviam sido celebrados na religião pagã de bruxaria. Consecutivamente, quando a Wicca começou a se desenvolver na década de 1930 e na década de 1960, muitos grupos, como o de Gerald Gardner, adotaram a comemoração desses quatro Sabás descritos por Murray. Gardner fez uso dos nomes em inglês desses feriados, dizendo que "os quatro grandes Sabás são o Candlemass, May Eve, Lammas, e o Halloween; os equinócios e solstícios também são celebrados."
Os outros quatro festivais comemorados por grande parte dos wiccanos são conhecidos como Sabás Menores, que compreendem o solstícios e os equinócios, foram adotados somente em 1958 por membros do coven Bricket Wood, antes de influenciarem e serem adotados por outros membros da tradição de Gardner, e eventualmente a Tradição Alexandrina e o Dianismo. Os atuais nomes desses feriados foram retirados dos festivais do paganismo germânico e do politeísmo celta. No entanto, os festivais não são de reconstrução na natureza nem muitas vezes se assemelham a suas contrapartes históricas, em vez de exibir uma forma de universalismo. As observações dos rituais podem mostrar a influência cultural dos festivais a partir dos nomes que tomaram, bem como a influência de outras culturas independentes.
| Sabá                   | Hemisfério Norte          | Hemisfério Sul            | Origens Históricas            | Associações                                       |
| ---------------------- | ------------------------- | ------------------------- | ----------------------------- | ------------------------------------------------- |
| Samhain, aka Halloween | 31 de Outubro             | 30 de Abril, ou 1 de Maio | Politeísmo celta              | Morte e ancestrais.                               |
| Yuletide               | 21 ou 22 de Dezembro      | 21 de Junho               | Paganismo nórdico             | Solstício de Inverno e renascimento do sol.       |
| Imbolc, aka Candlemass | 1º ou 2 de Fevereiro      | 1º de Agosto              | Politeísmo celta              | Primeiros sinais da primavera.                    |
| Ostara                 | 21 ou 22 de Março         | 21 ou 22 de Setembro      | Paganismo nórdico             | Equinócio e começo da primavera.                  |
| Beltaine aka May Eve   | 30 de Abril ou 1º de Maio | 1 de Novembro             | Politeísmo celta              | Pleno florescimento da primavera. Contos de fada. |
| Litha                  | 21 ou 22 de Junho         | 21 de Dezembro            | Possivelmente Neolítico       | Solstício de Verão.                               |
| Lughnasadh aka Lammas  | 1º ou 2 de Agosto         | 1º de Fevereiro           | Politeísmo celta              | A colheita de grãos.                              |
| Mabon aka Modron       | 21 ou 22 de Setembro      | 21 de Março               | Nenhum equivalente histórico. | Equinócio de Outono. Colheira de frutas.          |

### Ritos de passagem
Existem diversos ritos de passagem dentro da Wicca. Talvez o mais significante deles seja o ritual de iniciação, através do qual alguém se junta à Craft e torna-se um wiccano. Gerald Gardner alegava que havia um período tradicional de "um ano e um dia" entre o momento em que uma pessoa começa a estudar o Ofício e quando ele é iniciado, embora ele tenha frequentemente quebrado esta regra. Na Wicca tradicional britânica (WTB), a iniciação somente aceita alguém no primeiro grau, e para prosseguir ao segundo grau, o iniciado precisa ir a outra cerimônia, onde se nomeia e se usa as ferramentas do ritual. É nessa cerimônia que o iniciado recebe o craft name, seu nome na Bruxaria. Ao manter o posto de segundo grau, um iniciado na BTW, portanto, é capaz de iniciar outros no Ofício, ou fundar seus próprios covens semi-autônomos. O terceiro grau é o mais alto dentro da BTW, e envolve a participação do Grande Rito, seja real ou simbólico, assim como o ritual de flagelação. Ao realizar esta classificação, um iniciado já é capaz de formar covens que são totalmente autônomos da sua "coven-mãe".

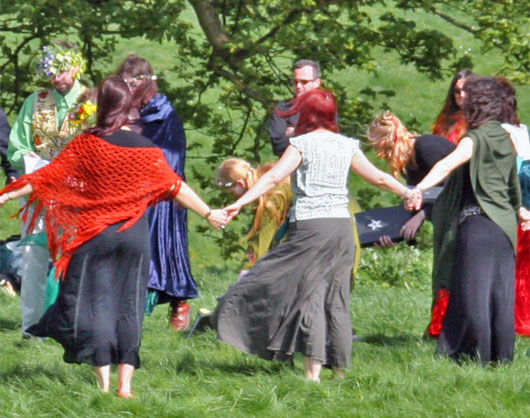
Wiccanos de mãos dadas numa cerimônia em Avebury, Inglaterra, que ocorreu durante o Beltane de 2005

Este sistema de ensino superior em três níveis que seguem a iniciação é em grande medida exclusiva da BTW, embora algumas tradições se baseiem nela. Alguns wiccanos solitários também realizam rituais de iniciação a si mesmo, dedicando-se a se tornarem um wiccano. O primeiro deles a ser publicado foi em Mastering Witchcraft (1970) de Paul Huson, que envolvia a recitação do Pai Nosso de trás para frente como um símbolo de rebeldia contra a histórica Caça às bruxas. Posteriormente, de forma mais abrangente os rituais de auto-iniciação pagãos foram publicados em livros por wiccanos solitários como Doreen Valiente, Scott Cunningham e Silver Ravenwolf.
O handfasting também é uma outra celebração dos wiccanos, e é um termo usado para os casamentos. Alguns wiccanos observam a prática da união experimental por um ano e um dia. A promessa de casamento na Wicca é "por quanto tempo durar o amor", em vez da tradicional cristã "até que a morte nos separe". O primeiro casamento wiccano aconteceu em 1960 no Bricket Wood coven, entre o bruxo Frederic Lamond e sua primeira esposa, Gillian.
As crianças, por sua vez, que são criadas por famílias wiccanas, recebem o Wiccaning, que é análogo ao batizado cristão. Sua proposta é apresentar a criança ao Deus e à Deusa para proteção. Apesar disso, de acordo com o livre arbítrio pregado pelos wiccanos, a criança não deve ser obrigada a ser adepta da Wicca ou simplesmente aderir outras formas de paganismo por simples vontade dos adultos.

### Livro das Sombras
Ao contrário da Bíblia e do Qur'an, a Wicca não possui um texto sagrado, embora existam algumas escrituras e textos que várias tradições diferentes suportam como importante e influente para suas crenças e práticas. Gerald Gardner usava um livro contendo diversos textos em seus covens, chamado de Livro das Sombras, que ele usualmente adaptava. No Livro das Sombras, há textos retirados de várias fontes, incluindo o Evangelho das Bruxas (1899) de Charles G. Leland e obras do ocultista Aleister Crowley, que Gardner conheceu pessoalmente. Além disso, o Livro traz poesias escritas por Gardner e sua Alta Sacerdotisa Doreen Valiente, sendo o mais famoso "Carga da Deusa".

"O Livro das Sombras não é uma Bíblia ou um Alcorão. É um livro pessoal de magias que funciona para seu dono. Estou dando a vocês o meu para copiarem e começarem: para ganharem experiência descartando aqueles feitiços que não servirem e substituindo pelos seus próprios feitiços."

Gerald Gardner a seus seguidores.
Semelhante ao uso de grimórios na magia cerimonial, o Livro contém instruções de como realizar rituais e feitiços, como também poesia religiosa e cantos como o Eko Eko Azarak a serem usados durante os rituais do mago. A verdadeira intenção de Gardner era que cada cópia do Livro fosse diferente, porque o aluno teria uma cópia próprio da que fosse de seus iniciadores, mas entre muitos adeptos do Gardnerianismo, especialmente nos Estados Unidos, todas as cópias são mantidas idênticas à versão que a Sacerdotisa Monique Wilson copiou de Gardner, sem alterar nada. O Livro das Sombras foi originalmente concebido para ser mantido em segredo aos não-iniciados na BTW, mas partes do livro foram publicadas por autores como Charles Cardell, Lady Sheba, Janet Farrar e Stewart Farrar.
Hoje em dia, os adeptos de muitas tradições não-BTW adotaram também o conceito de Livro das Sombras, com muitos solitários mantendo suas próprias versões, feitiços, práticas, por vezes com material retirado da publicação do Livro das Sombras garderiana. Em outras tradições, no entanto, as práticas nunca são escritas em livro ou papel algum, significando que para elas não há necessidade de um Livro das Sombras.

### Símbolos

Mãe Tríplice, símbolo da lua crescente, cheia e minguante (do Hemisfério Norte)

Os diversos símbolos na Wicca são a linguagem criadora que expressam o que "não pode ser dito claramente". Algumas tradições utilizam o símbolo de uma mulher pisando numa serpente ou um homem derrotando um dragão, símbolo da dominação ou da vitória diante das vontades fracas, e que pode ser um símbolo análogo às imagens católicas de Nossa Senhora de Imaculada Conceição e de São Jorge. A serpente representa a ambivalência de toda manifestação e é maléfica sobre a aparência de Tifão e de Píton ou também pode representar sabedoria, como indica seu nome grego Ophis, anagrama por uma letra da sabedoria, Sophia. O culto à serpente é encontrado em todas as partes do mundo e em todas as religiões e é associado à transcendência e à iluminação. A serpente é citada por Buda, pela Bíblia (serpente do paraíso) por Jesus Cristo, pelos egípcios (deusa Ísis, Uto, entre outros), gregos (Pítia), e romanos.
Além desses, existem muitos outros símbolos, como o da Mãe Tríplice, também usada no Dianismo e no neo-Druidismo, baseada nos escritos de Robert Graves, retratando as três faces da Deusa: A Donzela/Virgem, a Mãe, e a Anciã. A Donzela representa encantamento, criação, expansão, a promessa de novos começos, nascimento, juventude e entusiasmo juvenil, representada pela lua crescente; a Mãe representa maturação, fertilidade, sexualidade, respeito, estabilidade, poder, vida e é representada pela lua cheia; A Anciã representa a sabedoria, o repouso, a morte e terminações, e é representada pela lua minguante (imagens ao lado).
Outro símbolo menos usado nas tradições da Wicca mas bastante constante em outras formas de neopaganismo é a Estrela de David, a estrela de seis pontas. É de se notar sua composição, onde na alquimia o triângulo apontado para cima e o triângulo apontado para baixo diferem em signos mas juntos formam a Estrela de David:

Fogo, ou símbolo do falo
Água, ou símbolo da vulva
A Estrela de David, que é a interação e a origem de toda criação.

Pentagrama Wicca (circunscrito) representando os quatro elementos e o Espírito

O pentagrama, a estrela de cinco pontas, por sua vez, é um outro símbolo, mais utilizado pelos wiccanos que a Estrela de David, e praticamente obrigatório na maior parte das tradições wiccanas. Este não é exclusivamente Wicca; o pentagrama era o signo secreto dos Pitagóricos. Embora haja distinção entre a doutrina exotérica de Pitágoras (que concerne a conexão entre música e aritmética e o vínculo da matemática à ciência) e a esotérica, dirigida aos iniciados, pode-se dizer que tanto para um quanto para outro o pentagrama é uma indicação da vida e da inteligência, e para os Wiccanos simboliza ainda os quatro elementos acrescentado do Espírito, no ponto mais alto do ângulo.
No entanto, no Satanismo, e exclusivamente nele, invertido ou com uma representação de um bode negro o pentagrama simboliza o mal. Agora, na Wicca, ao que concerne de uso mais pessoal e individual, existem os talismãs, muitas vezes representados com pentagramas como o da figura acima, que garantem aos magos a prevenção contra os eventuais "Choques de Retorno". O talismã não pode ter em sua fabricação um elemento de fetiche religioso (como os amuletos) mas um elemento natural: ossos, pedras, dentes, conchas, etc. O talismã não protege, como o amuleto, contra todo mal, senão apenas contra tal ou qual influência determinada em tal ou qual caso. Sua virtude se apóia em quatro elementos: a) o momento da sua criação; b) a matéria de que é feito; c) as figuras que comporta; d) as inscrições que nele estão gravadas.
A crença em sua influência depende de seu material, mas sempre é lógica e simbólica: se o talismã suporta rubi, p.ex., imediatamente terá conexões com Marte, tanto o planeta quanto o ser mitológico. O Pantáculo, por sua vez, é a forma mais evoluída de talismã e procede da ideia de um objeto que contém o todo, que resume o todo, que é a síntese do macrocosmo. Outros símbolos menores na Wicca são o Tríscele, a Triquetra, e as Três Lebres.

## Preconceitos à Wicca

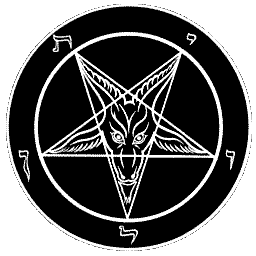
O pentagrama invertido e com o bode negro, usado na Igreja de Satã, tem levado muitos a identificarem incorretamente os wiccanos como satanistas.

A Wicca surgiu na Inglaterra, país predominantemente cristão, e desde seu início sofreu preconceito de alguns grupos de outras religiões e de tabloides populares como o News of the World. Esse tipo de preconceito continua atualmente, com alguns religiosos afirmando que a Wicca é uma forma de Satanismo, ou culto ao mal, apesar de existir uma grande diferença entre as duas religiões. Os wiccanos, por exemplo, não creem em Lúcifer ou em Satã, tampouco na vinda de um deles à Terra. Devido à conotação negativa associada à Bruxaria moderna, muitos wiccanos mantêm suas práticas em sigilo, ocultando sua fé por medo de perseguição. Por conta disso, existe a brincadeira entre wiccanos de "sair do armário de vassouras", ou seja, revelar-se socialmente como wiccano.
Da mesma forma, muitas pessoas acusam a Wicca de ser anticristã, uma afirmação contestada por wiccanos como Doreen Valiente, que escreveu que, embora conheça muitos adeptos da Wicca admiradores de Jesus Cristo, "as bruxas têm pouco respeito pelas doutrinas das igrejas, por as considerarem como um monte de dogmas feitos pelos homens." De acordo com a história da Wicca dada por Gerald Gardner, a Wicca é uma religião sobrevivente do Culto Bruxo que ocorreu na Europa, e que foi largamente perseguido durante o que os historiadores denominam "Caça às bruxas", porque reverenciava um deus cornífero, mas não o Diabo. Investigações acadêmicas modernas revelaram, no entanto, que tais perseguições foram substancialmente menores do que as indicadas por Gardner, e raramente a mando de autoridades religiosas. As teorias de um culto bruxo europeu organizado, bem como julgamentos de bruxas em massa, também têm sido amplamente desconsideradas por alguns acadêmicos, mas, ainda assim, os wiccanos sentem solidariedades com as vítimas das perseguições de bruxas durante a Idade Média e o Renascimento.
Outro preconceito, menos inofensivo, em relação à religião da Wicca, é dizê-la como uma ramificação do movimento New Age, alegação que é fortemente negada pela maioria dos wiccanos e também por historiadores como Ronald Hutton, que observou que a Wicca não só antecede o movimento de Nova Era como também difere marcadamente de sua filosofia geral.